# Amphixystis hydrochalca
Amphixystis hydrochalca är en fjärilsart som beskrevs av Edward Meyrick 1930. Amphixystis hydrochalca ingår i släktet Amphixystis och familjen äkta malar.
Artens utbredningsområde är Mauritius. Inga underarter finns listade i Catalogue of Life.